# Rhizophora racemosa
Espèce
Synonymes
- Rhizophora mangle var. racemosa (G.Mey.) Engl.[1]

Rhizophora racemosa est une espèce de plantes à fleurs de la famille des Rhizophoraceae et du genre Rhizophora. C'est un palétuvier présent au Brésil.